# Giroméri
Giroméri är en ort i Grekland.   Den ligger i prefekturen Thesprotia och regionen Epirus, i den västra delen av landet, 300 km nordväst om huvudstaden Aten. Giroméri ligger 339 meter över havet och antalet invånare är 180.
Terrängen runt Giroméri är huvudsakligen kuperad, men den allra närmaste omgivningen är bergig. Runt Giroméri är det glesbefolkat, med 16 invånare per kvadratkilometer. Närmaste större samhälle är Igoumenitsa, 16,0 km söder om Giroméri. == Kommentarer ==
1. ↑  Framräknat ur variansen i alla höjduppgifter (DEM 3") från Viewfinder Panoramas, inom 10 km radie.[2] Mer om algoritmen finns här: Användare:Lsjbot/Algoritmer.